# جایزه اینشتین در علوم لیزر

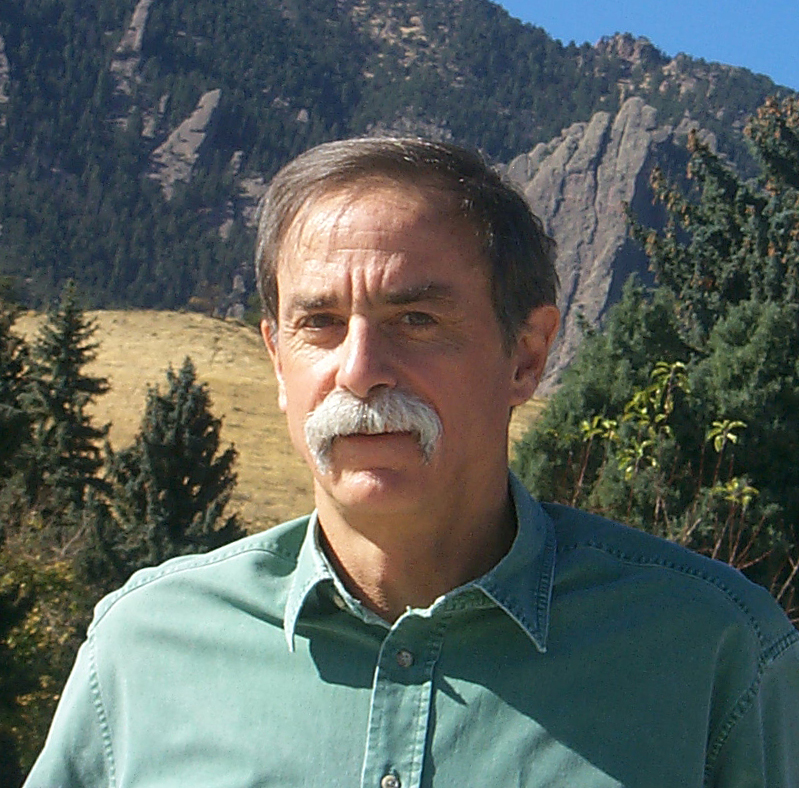
دیوید واینلند ٬برنده جایزه نوبل فیزیک در سال ۲۰۱۲ ٬ جایزه اینشتین را در سال ۱۹۹۶ دریافت کرده بود.

جایزه اینشتین در علوم لیزر جایزه‌ای بود که توسط جامعه (ی سابق) الکترونیک نوری و کوانتومی اهدا می‌شد.جایزه که در سال‌های ۱۹۸۸ تا ۱۹۹۶ اهدا می‌گردید ٬یک مدال برنجی با تصویر اینشتین و تصویری از گذاری دو مرحله‌ای شامل ضرایب انتقال A به B بود.

## دریافت‌کنندگان
- سرژ هاروش, ۱۹۸۸
- هربرت والتر, ۱۹۸۸
- جف کیمبل, ۱۹۸۹
- دنیل فرانک والز, ۱۹۹۰
- استقن هریس, ۱۹۹۱
- لورنتزو نردوچی, ۱۹۹۱
- جان هال, ۱۹۹۲
- ویلیس اوژن لمب, ۱۹۹۲
- ریموند چیائو, ۱۹۹۳
- نورمن فاستر رمزی, ۱۹۹۳
- تئودور هانش, ۱۹۹۵
- کارل ادوین ویمن, ۱۹۹۵
- دیوید واینلند, ۱۹۹۶